# TeamTNT
TeamTNT（チームティーエヌティー）は、『Final Doom』のエピソード「TNT：Evilution」と『Doom II』のいくつかの無料ステージパック及びデベロッパーリソースを制作したマッパーのグループ。TeamTNTは、BOOMサポートを特徴とするZDoomエンジンが普及する前の90年代にDoomのWad制作全盛期に多くのステージデザイナーが使用していたBOOMおよびBoom-DMエンジンの開発を担っていた。BOOMエンジンがDoomエンジンよりもデザイナーに与えた利点は、主にゲームのステージ使用と物理からディメンション制限やその他の制限を取り除いたことにある。 

## 歴史
TeamTNTは、1994年後半から1995年初めに非常に活発なDoom編集メーリングリストから発展した。TeamTNTは当初、2つのグループに分かれていた。アルファグループはオリジナルのId Softwareチームによって開発された既存のDoom IIリソースを使用するステージデザインとmod作業が中心であり、ベータグループはスプライトの変更を含む部分的および全体的な改造に重点を置いていた。ベータチームは、Final Doomに関する交渉中にId Softwareに対応する「TeamTNT Trust」の正式結成直後に解散した 。1995年2月の時点で、チームのメンバー数は104人（Doom編集メーリングリストのすべての元メンバーを含む）であったが、次の数年間でメンバー数は減少し、1999年の時点でメンバー数は35〜40人であり、さらに40人もの元メンバーや活動休止中のメンバーが公式メンバーリストに掲載されていた。 
TNTのウェブサイト管理者、Ty Haldermanはidgamesアーカイブを保守していたが、2015年7月31日に脳腫瘍で死去した。Paul Fleschuteは「Ultimate Invasion」プロジェクトをTeamTNTから切り離した。プロジェクトはもはや取り組まれていない。多くのTeamTNTメンバーもLUCプロジェクト（Quake IIエンジンをベースにSuspension Softwareが開発中のゲーム）に関わっている。 

## 無料ステージパック
- 1996年3月 ： 『Icarus: Alien Vanguard』（32ステージのソロプレイステージパック、当初のタイトルは『TNT2』だった）[9]。
- 1996年8月 ： Bloodlands （32ステージのマルチプレイヤーDoom DM） [10]
- 1996年12月 ：『Grievance』 （32ステージのマルチプレイヤーDoom DM） [11]
- 1997年10月 ：『Pursuit』（32ステージのマルチプレイヤーDoom DM） [12]
- 1997年11月 ： 『Eternal Doom [1–3]』（TeamTNTおよびTeam Eternal（CompuServeフォーラム出身、後にTeamTNTに参加した）によって作成された34ステージのソロプレイステージパック）[13]。
- 1998年6月 ： 『Eternal Deathmatch』 （Eternal Shellを介して実行実行されるマルチプレイヤーDoom DM）
- 1999年2月 ： 『Reclamation』 （32ステージのマルチプレイヤーDoom DM） [14]
- 1999年10月 （最初の開始）： 『The Return』（進行中のTeamTNTパブリックコントリビューションプロジェクト。ソロまたはマルチプレイ用のシングルマップ集で、そのうち7つはTeamTNTによって作成された）[15]。
- 2003年12月 ： 『Daedalus: Alien Defense』 [16] （以前、2000年1月1日午前12時1分に初期の7マップ形式の『Doom2000』として公開されていた32ステージのソロプレイステージパック[17]）
- 2008年1月 ： 『Eternal Doom IV：Return From Oblivion』[18] （『Eternal Doom 3』の続編としてTeam EternalおよびTeamTNTによって開発される32ステージのソロプレイmegawad）。現在は7ステージのデモであり、将来的には32ステージの完全なmegawadに変わる予定。

## 計画およびキャンセルされたプロジェクト
TeamTNTは、以下のプロジェクトでいくつかの作業も行っている。 多くは、TeamTNTグループの分裂、モダー/コーダーなどの欠如および時間/関心の全般的な欠如により、大幅に遅延またはキャンセルされた。 
- Doom Revisited （オリジナルのDoom/Doom2シリーズの雰囲気を再現しようとする32ステージのソロプレイステージパック）[17]。
- Eternally New （協力プレイに焦点をあてたEternal Shellを通じて実行する32ステージのマルチプレイヤーDoom DM）。
- PuzzleWorld （パズル中心のソロプレイステージパック）。
- Ragnarok：Aasgard （およびRagnarok DM）の検索 [19]（Open Gaming Resource Engine [OGRE]の開発を待つ全改造）
- Open Gaming Resource Engine[OGRE] [1]（BOOM、WinDoom及びDOSDoomなどの間のソースマージプロジェクト。注：これは、TeamTNT以外のOGREエンジンとは関係ない）